# 李寶符御侍 (金宣宗)
寶符御侍李氏（?—?），金朝第八代皇帝金宣宗的后宫，封寶符御侍。《金史·列女传》作金哀宗的寶符御侍。

## 生平
金哀宗天兴二年（1233年），汴京城破，李氏和太后王氏、真妃龐氏、皇后徒單氏被蒙古军俘虏北迁。到宣德州时，宝符李氏居住在摩诃院。李氏自入院，只睡寝佛殿中，作为幡旆。当在与后妃北行出发时，发现她在佛像前自缢死，他死前在门上贴纸写下“宝符御侍此处身故。”